# L Puchar Gordona Bennetta (balonowy)
50 Puchar Gordona Bennetta – zawody balonów wolnych o Puchar Gordona Bennetta zorganizowane w Waasmunster w Belgii. Start nastąpił 9 września 2006 roku.

## Uczestnicy
Wyniki zawodów.
| Zajęte miejsce | Balon                              | Załoga Pilot Pomocnik pilota            | Kraj              | Czas lotu [h]   | Odległość [km]  | Miejsce lądowania   |
| -------------- | ---------------------------------- | --------------------------------------- | ----------------- | --------------- | --------------- | ------------------- |
| 1.             | D-OCOX Belgica 2                   | Phillipe de Cock Ronny van Havere       | Belgia            | 66:53           | 2449,60         | Neiden (NOR)        |
| 2.             | D-OWBI Columbus V (Warsteiner)     | Wilhelm Eimers Ulrich Seel              | Niemcy            | 66:00           | 2320,14         | Raja-Jooseppi (FIN) |
| 3.             | D-OWNT (Warsteiner)                | David Hempleman-Adams Jonathan Mason    | Wielka Brytania   | 63:45           | 2204,38         | Siurunmaa (FIN)     |
| 4.             | D-OWML Münsterland (Warsteiner)    | Danielle Francoeur Leo Burman           | Kanada            | 70:32           | 1951,81         | Tetrivaara (FIN)    |
| 5.             | N801NM Doggy                       | Phillip Macnutt Richard Abruzzo         | Stany Zjednoczone | 69:30           | 1921,67         | Muhola (FIN)        |
| 6.             | D-ORZL Nicaero Nautilo             | Gerald Stürzlinger Johann Fürstner      | Austria           | 84:05           | 1905,42         | Latvajärvi (FIN)    |
| 7.             | F-PPSE Golden Eyes                 | Vincent Leys Sébastien Rolland          | Francja           | 49:10           | 1889,89         | Arjeplog (SWE)      |
| 8.             | D-OBYN Miche                       | Benoît Siméons Bob Berben               | Belgia            | 47:56           | 1869,71         | Saltdal (NOR)       |
| 9.             | D-OPMB (Warsteiner)                | Barbara Fricke Peter Cuneo              | Stany Zjednoczone | 70:48           | 1867,31         | Puumala (FIN)       |
| 10.            | D-OWBA Deutschland II (Warsteiner) | Tomas Hora Volker Loeschhorn            | Niemcy            | 63:10           | 1808,14         | Kaustinen (FIN)     |
| 11.            | D-OCFT Kandersteg                  | Max Krebs Walter Vollenweider           | Szwajcaria        | 35:26           | 1632,74         | Närpes (FIN)        |
| 12.            | D-OBCW (Warsteiner)                | Heinz Brachtendorf Karl-Heinz Hutmacher | Niemcy            | 46:03           | 1622,13         | Bindal (NOR)        |
| 13.            | RA-O454G Dmitrov                   | Stanislaw Fuodoroff Sergey Grishin      | Rosja             | 67:02           | 1621,18         | Sastamala (FIN)     |
| 14.            | D-OOWS Gladbeck (Warsteiner)       | Luc Van Geyte Rudy Paenen               | Belgia            | 19:39           | 516,55          | Snape z Thorp (GBR) |
| 15.            | HB-QHP Ajoie                       | Christian Stoll Walter Mattenberger     | Szwajcaria        | 26:19           | 487,72          | Scarborough (GBR)   |
| -              | N69RW Georgia on my mind           | Andy Cayton Dan Suskin                  | Stany Zjednoczone | nie wystartował | nie wystartował | nie wystartował     |
| -              | HB-QHJ Spelterini                  | Kurt Frieden Stefan Zeberli             | Szwajcaria        | 73:02           | Dyskwalifikacja | Sotkamo (FIN)       |